# 寺头关帝庙
寺头关帝庙位于中国山西省运城市平陆县曹川镇寺头村。

## 保护
2016年6月6日，寺头关帝庙公布为第五批山西省文物保护单位，古建筑类，年代为元、明、清，编号5-108。	